# Cantonul Rémire-Montjoly
Cantonul Rémire-Montjoly este un canton din arondismentul Cayenne, departamentul Guyana Franceză, regiunea Guyana Franceză, Franța.

## Comune
- Rémire-Montjoly